# Hemipenthes hamifera
Hemipenthes hamifera är en tvåvingeart som först beskrevs av Friedrich Hermann Loew 1854.  Hemipenthes hamifera ingår i släktet Hemipenthes och familjen svävflugor. Inga underarter finns listade i Catalogue of Life.